# LHCb

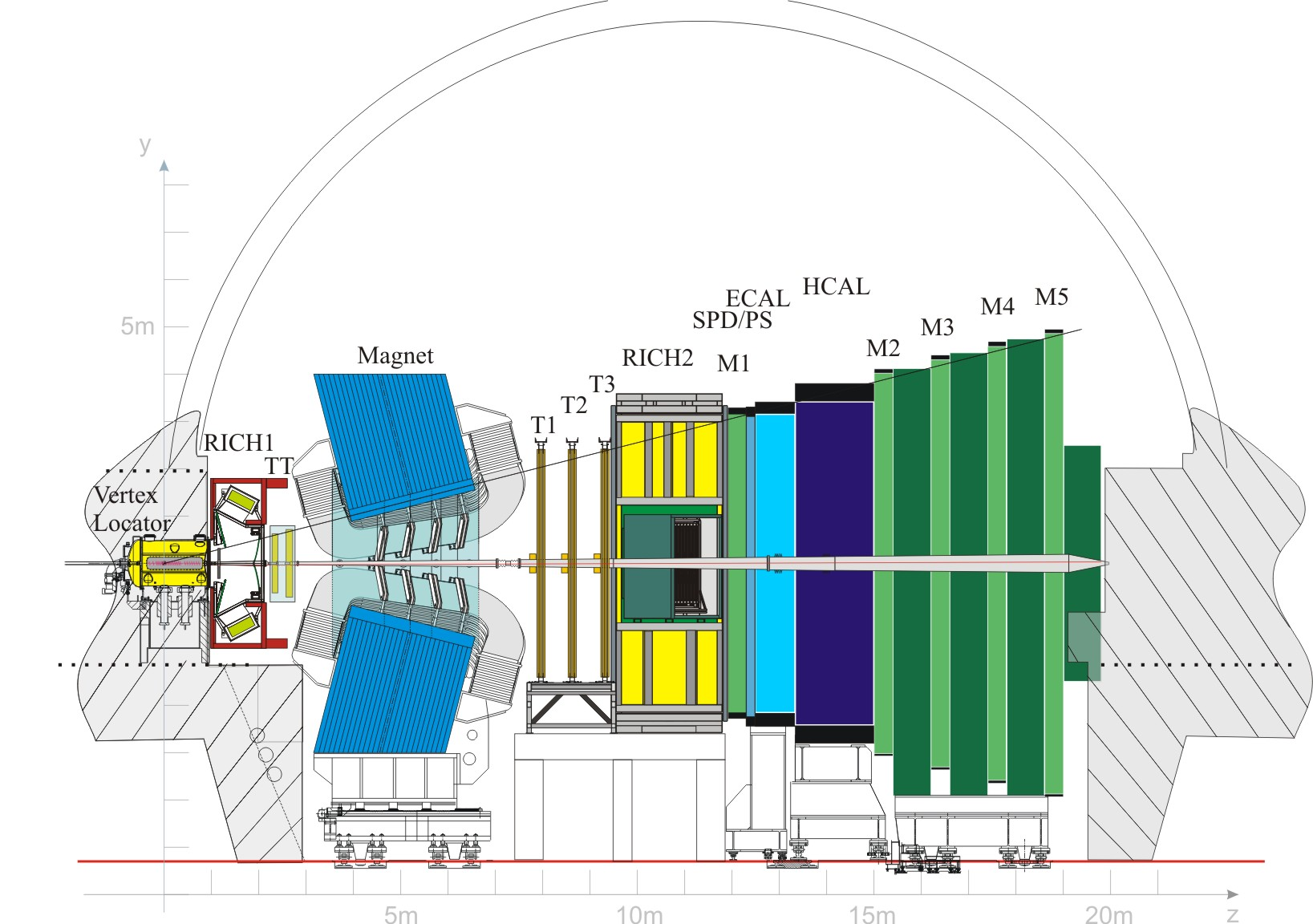
Schnitt durch den LHCb Detektor

Das LHCb-Experiment (für Large Hadron Collider beauty) ist eines von sechs Experimenten am Large Hadron Collider am CERN. LHCb ist unter anderem spezialisiert auf die Untersuchung von Zerfällen von Hadronen, die ein bottom- oder charm-Quark enthalten. Die resultierenden Präzisionsmessungen zur CP-Verletzung oder zu seltenen Zerfällen erlauben sensitive Tests des Standardmodells. Sprecher des Experiments ist seit 1. Juli 2020 Chris Parkes, Nachfolger von Giovanni Passaleva (2017–2020 in dieser Funktion).

## Aufbau des LHCb-Detektors
B-Mesonen werden vor allem durch Prozesse der starken Wechselwirkung erzeugt. Dabei werden ein b-Quark plus ein b-Antiquark zusammen erzeugt. Messungen zu neutralen B-Mesonen erfordern die Kenntnis, ob zum Zeitpunkt der Erzeugung ein b-Quark oder b-Antiquark vorlag. Dazu werden die Zerfallsprodukte beider B-Mesonen im Ereignis untersucht. Bei Erzeugung eines b-Quarks in Richtung der Strahlachse ist die Wahrscheinlichkeit maximal, dass auch das Partnerteilchen in diese Richtung fliegt. Dies erklärt die Geometrie des LHCb-Detektors, der als Vorwärtsspektrometer aufgebaut ist. Aus Kostengründen ist nur eine der beiden möglichen Richtungen instrumentiert.
Wie alle großen LHC-Detektoren verfügt auch der LHCb-Detektor über ein Strahlmonitorsystem (Beam Conditions Monitor, BCM). Der BCM überwacht mittels Diamant-Sensoren, die nahe der Strahlachse montiert sind, die Strahlqualität. Die Sensoren messen die Ionisation, die geladene Teilchen beim Durchgang erzeugen. Übersteigt das Signal bestimmte Schwellen, wird der Strahl im LHC automatisch aus dem Beschleuniger heraus geleitet und entsorgt (beam dump), um den Detektor vor Schäden durch außer Kontrolle geratene Strahlen zu schützen.

### Vertexdetektor VELO
B-Mesonen haben eine sehr kurze Lebenszeit und zerfallen bereits nach wenigen Millimetern Flugstrecke. Mit dem VELO-Detektor ist eine genaue Positionsbestimmung des Zerfallsorts möglich und die Teilchenspuren im Detektor lassen sich ihrem Ursprungsort zuordnen.
Der Vertexdetektor besteht aus 42 halbkreisförmigen Halbleiter-Spurdetektoren, die entlang des Strahls um den Kollisionspunkt herum angeordnet sind. Die Halbleiterdetektoren mit einer Dicke von jeweils 0,3 mm haben eine Auflösung von 10 µm und die nächsten Teile befinden sich in einem Abstand von lediglich 7 mm zum Strahl. Durch diese Anordnung können die Kollisionspunkte mit einer Auflösung von unter 50 µm ermittelt werden.
Während der Testphase und bei der Befüllung des LHC kann es zu Instabilitäten des Strahls kommen. Um die strahlnahen Detektoren vor dem hochenergetischen Strahl zu schützen, sind die Detektoren auf Schlitten montiert und werden erst nach der Stabilisation des Strahls in die Strahlnähe gefahren, ansonsten befinden sie sich in der Ruheposition 35 mm vom Strahl entfernt. Das gesamte VELO-Detektorsystem befindet sich in einer Vakuumkammer. Die Detektoren werden über ein CO2-Kühlsystem auf etwa −25 °C gekühlt.

### RICH-Detektoren
Direkt hinter dem VELO-Detektor befindet sich der RICH-1-Detektor. Es handelt sich um einen Ring-imaging Cherenkov detector, in dem aus der Tscherenkow-Strahlung geladener Teilchen beim Durchgang durch ein optisch dichtes Medium die Geschwindigkeit der Teilchen ermittelt werden kann.
Im RICH-1 kommen zwei optische Medien mit verschiedenem Brechungsindex zum Einsatz, zuerst eine Scheibe aus Aerogel, gefolgt von einem mit Perfluorbutan-Gas (C4F10) gefüllten Raum, womit ein weites Impulsspektrum von 1 bis 50 GeV/c vermessen werden kann. Die Tscherenkow-Strahlung wird über zwei Spiegelsysteme aus dem Strahlengang herausgeleitet und von einem System aus 196 Photodetektoren aufgenommen.
Der RICH-2-Detektor befindet sich weiter hinten und dient der Messung von Teilchen mit höherem Impuls (Bis etwa 150 GeV/c). Auf diese Art kann über einen großen Energiebereich hinweg die Geschwindigkeit der Teilchen und damit auch ihre Masse vermessen werden, was für die Teilchenidentifikation wichtig ist.

### Tracking-System
Das Tracking-System besteht aus den Siliziumdetektoren des Tracker Turicensis vor dem Magneten und den Drahtkammern (Straw-Detektor) des Outer Tracker bzw. den Siliziumdetektoren des Inner Tracker hinter dem Magneten. Damit kann die Flugbahn der Teilchen ermittelt werden (tracking) – man kann die Spuren vor dem Magneten den Spuren hinter dem Magneten zuordnen und erhält über den Ablenkwinkel darin eine Messung des Teilchenimpulses. Auch die Daten des VELO werden zum Tracking genutzt.

### Kalorimeter
In den Kalorimetern werden die meisten Teilchen gestoppt und ihre Energie sowie ihre Flugrichtung erneut bestimmt. Wichtig ist das vor allem für ungeladene Teilchen, da diese in den anderen Detektorteilen nicht beobachtet werden können. Dabei werden zunächst Elektronen, Positronen und Photonen im elektromagnetischen Kalorimeter (ECAL) gestoppt, im nachfolgenden hadronischen Kalorimeter (HCAL) werden dann alle Hadronen detektiert.

### Myon-System
Den letzten Teil des Detektors bilden die Myon-Kammern: Diese sind speziell auf den Nachweis von Myonen ausgelegt, die bei einigen wichtigen Zerfällen im Detektor entstehen.

### Trigger
Der LHCb-Detektor verfügt über ein zweistufiges Trigger-System. In einem ersten Schritt werden hauptsächlich Treffer im Myon-System und Energiedepositionen im Kalorimeter zur Entscheidungsfindung herangezogen, da diese schnell auswertbar sind. Die erste Triggerstufe reduziert die Ereignisrate von 20 MHz auf 1 MHz. Mit dieser Rate werden danach die gesamten Detektordaten ausgelesen, und das jeweilige Ereignis wird auf einer Rechnerfarm weiter verarbeitet. Die Zahl der Ereignisse wird dann auf ca. 5000/s reduziert, die dann gespeichert werden und für die weitere Analyse zur Verfügung stehen.

## Datenaufzeichnung
Im Jahr 2010/2011 wurden Daten bei einer Schwerpunktsenergie von 7 TeV mit einer integrierten Luminosität von 1,145 fb−1 aufgezeichnet. Im Jahr 2012 betrug die integrierte Luminosität bei einer Schwerpunktsenergie von 8 TeV bereits 2,082 fb−1. Die instantane Luminosität wird seit 2011 wenn möglich durch geeignetes Versetzen der Strahlen konstant auf 4·1032cm−2s−1 gehalten und ist damit etwa doppelt so groß wie ursprünglich geplant. 2012 wurden die Ereignisse mit einer Rate von bis zu 5000/s statt der zunächst vorgesehenen Rate von 2000/s gespeichert.

## Resultate
Bis September 2014 sind bereits 219 Veröffentlichungen zu Ergebnissen der LHCb-Kollaboration in referierten Journalen erschienen, die ein breites Spektrum an Analysethemen umfassen.
Besondere Aufmerksamkeit erfuhr Ende 2012 die Suche nach dem seltenen Zerfall Bs→μ+μ−. Im November 2012 konnte die Kollaboration diesen Zerfall erstmals mit einer statistischen Signifikanz von 3,5σ nachweisen. Das gemessene Verzweigungsverhältnis von (3,2+1,5−1,2)10−9 stimmt bestens mit der Vorhersage des Standardmodells überein. Durch diese Messungen konnten zahlreiche Modelle „Neuer Physik“ eingeschränkt werden. Das CMS-Experiment konnte diese Messung seitdem bestätigen.
Unerwartet war die Messung von CP-Verletzung bei D-Mesonen, die deutlich größer als die theoretischen Vorhersagen ausfiel. Die Interpretation war zunächst unklar, zumal eine statistische Fluktuation nicht ausgeschlossen werden kann. Darüber hinaus scheinen auch die Berechnungen noch Spielraum für eine etwas größere CP-Verletzung zu lassen. Neuere Messungen mit einem größeren Datensatz sind mit den Theorievorhersagen vereinbar.
Am 13. Juli 2015 berichteten LHCb-Forscher von der Entdeckung zweier Pentaquark-Charmonium-Zustände (Pentaquarks mit Beteiligung von Charm- und Anti-Charm-Quarks) beim Zerfall des Lambda-b-Baryons {\displaystyle \Lambda _{b}^{0}}.
2016 gaben sie die Entdeckung mehrerer Tetraquarks bekannt, eines seit längerem gesuchten Typs exotischer Hadronen.
Weiterhin deuten mehrere Publikationen durch LHCb darauf hin, dass Leptonuniversalität – die Eigenschaft, dass sich Leptonen (Elektron, Myon, Tau-Lepton) nicht in ihren Wechselwirkungen, sondern nur in ihren Massen unterscheiden – verletzt sein könnte. Weitere Studien mit größeren Datensätzen sind nötig, um dies entweder klar nachzuweisen oder aufzuzeigen, dass die älteren Messungen nicht auf einer Verletzung der Leptonuniversalität beruhten. 2021 wurde von der LHCb-Kollaboration ein Signifikanzwert von 3,1 Standardabweichungen  für die Verletzung der Leptonzahluniversalität im seltenen Zerfall des  B+ Mesons veröffentlicht. Der Zerfall  B+  → K+e+e− tritt etwas häufiger auf als der von  B+  → K+ μ+μ−. Um als Entdeckung anerkannt zu werden (mindestens 5 Standardabweichungen) müssen noch mehr Daten gesammelt werden. Eine mögliche Erklärung jenseits des Standardmodells wären Leptoquarks. Nach Aussagen der Kollaboration (Leiter der Analyse Eluned Smith, Martino Borsato, Johannes Albrecht) sind die neuen Messungen aber konsistent mit Hinweisen auf andere kleine Abweichungen vom Standardmodell in jüngerer Zeit.

## Kollaboration
Zur LHCb-Kollaboration gehören rund 1350 Wissenschaftler von 70 Instituten aus 17 Ländern (Stand August 2015). Deutschland ist mit den Universitäten Aachen, Bonn, Dortmund, Heidelberg und Rostock sowie dem Max-Planck-Institut für Kernphysik vertreten, die Schweiz mit der Universität Zürich und der ETH Lausanne.

## LHCb Upgrade
Die LHCb Kollaboration plant im für 2018 vorgesehenen zweiten langen Shutdown des LHCs ein Upgrade des Experiments. Ziel dieser Maßnahmen ist eine Datennahme bei einer höheren instantanen Luminosität von 2·1033/cm2/s mit dafür optimiertem Detektor und Trigger. Eine Besonderheit des geplanten Triggers ist es, dass nun alle Kollisionsereignisse von der Rechnerfarm verarbeitet werden, wodurch z. B. Ereignisse mit hadronischen B-Zerfällen deutlich häufiger erkannt werden können.